# Mahler Miksa
Mahler Miksa (Szímő, 1846. október 15. – Pozsony, 1919. július 23.) bölcseleti doktor és főgimnáziumi tanár.

## Életútja
Mahler Salamon cíferi, később pozsonyi rabbi fia, Mahler Ede és Mahler Gyula testvérbátyja. A főgimnáziumot Jászberényben, egyetemi tanulmányait Pesten végezte. Több évi nevelősködés után a budapesti tanárképző-intézet gyakorló gimnáziumának rendes, ösztöndíjas tagja lett; ahonnét 1877-ben a vágújhelyi izraelita alreáliskolához került ideiglenesen, majd végleges igazgatónak; ezen minőségében 18 évig működött és intézete magyarosítása és a felnőttek részére rendezett ingyenes magyar tanfolyamok érdekében buzgólkodott; ezért a magyar közoktatási kormány elismerésben részesítette. 1895. augusztus 28-án a vallás- és közoktatási miniszter kinevezte az erzsébetvárosi állami főgimnáziumhoz rendes tanárnak, ahol a mennyiségtant és természettant tanította.
Pedagógiai és társadalmi cikkeket írt a szaklapokba, az Egyetértésbe, Egyenlőségbe és a Tanáregylet Közlönyébe. Az erzsébetvárosi főgymnasium Értesítőjében (1896. A házi nevelésről, 1897. Az iskolai nevelésről, 1899. A társadalmi nevelésről).

## Munkája
- A sík görbe vonalok nevezetes pontjairól és azok meghatározásáról. Budapest, 1877. (Doktori disszertáció)